# Synallaxis macconnelli
Synallaxis macconnelli е вид птица от семейство Furnariidae.

## Разпространение
Видът е разпространен в Бразилия, Венецуела, Гвиана, Суринам и Френска Гвиана.